# Josef von Škoda

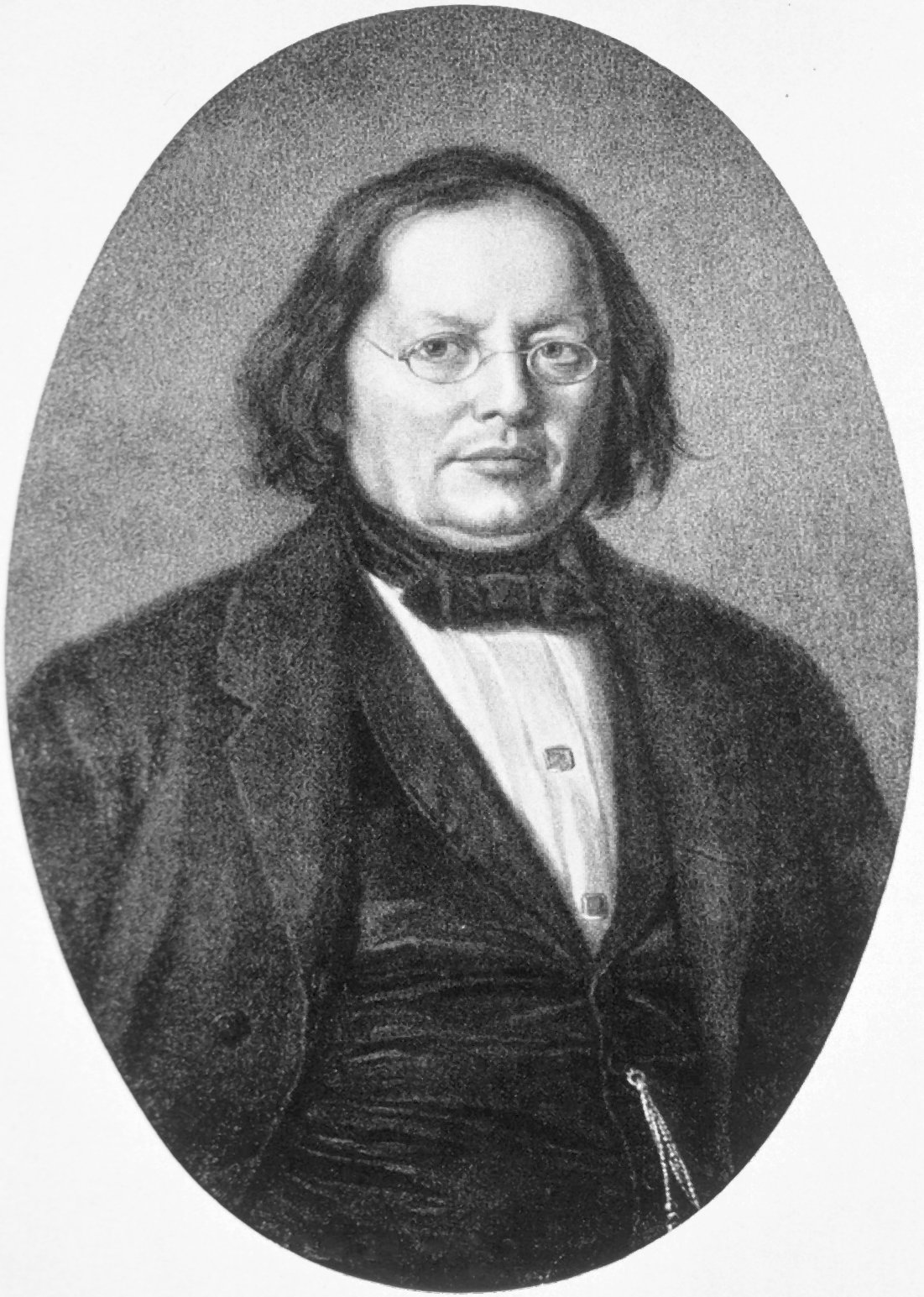
Joseph Škoda

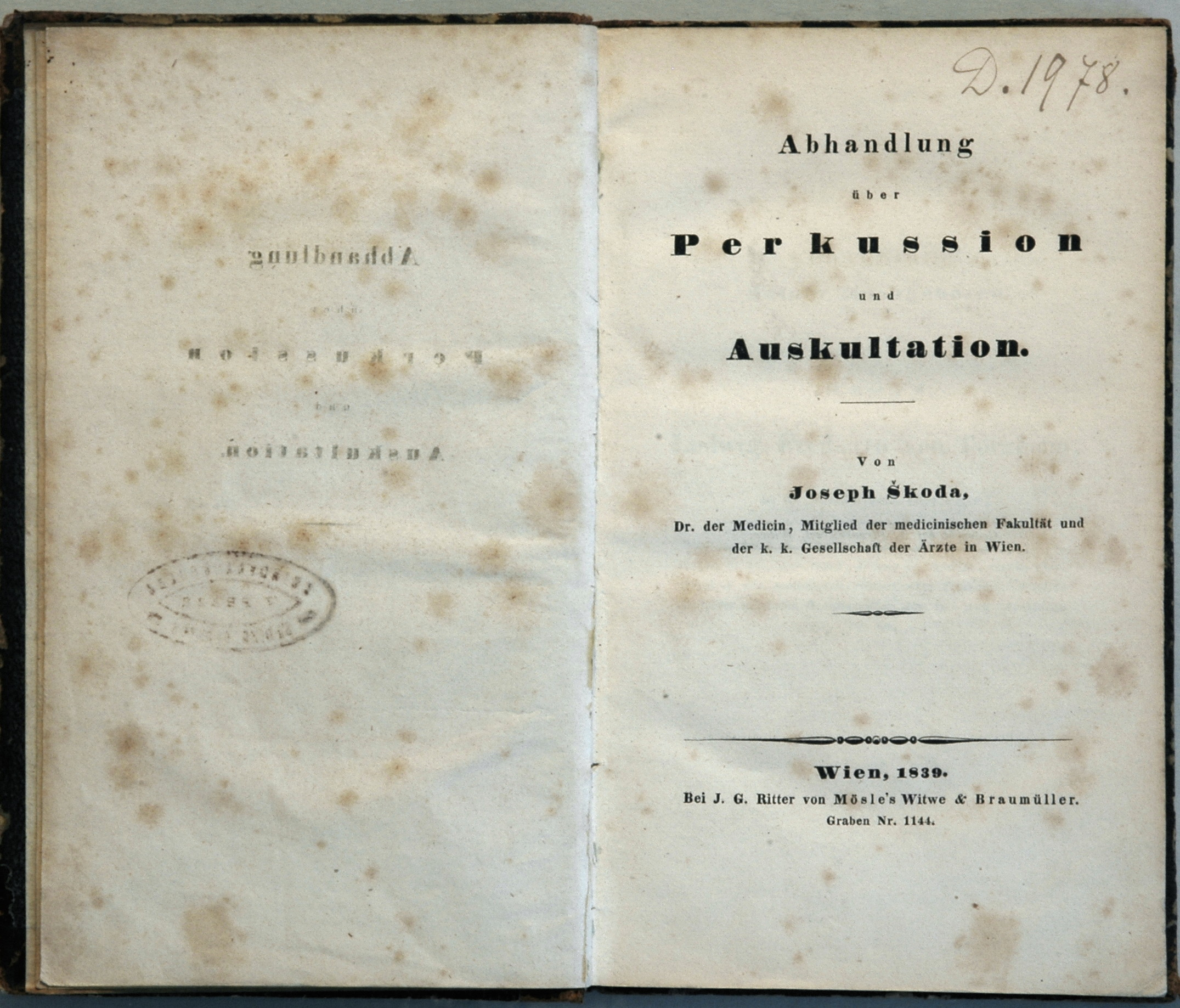
Titelblatt des Erstdruckes 1839

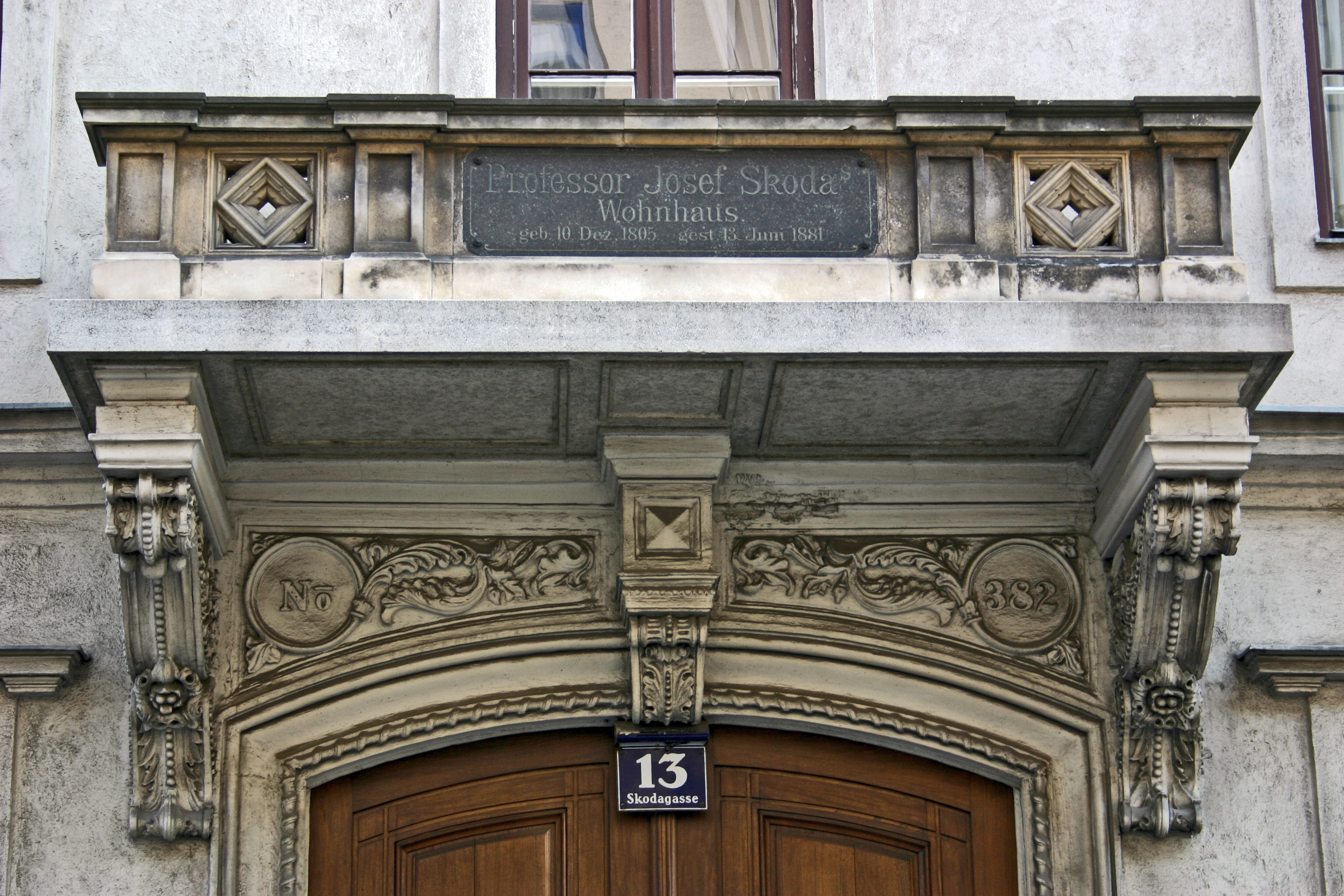
Gedenktafel für Josef von Škoda in der Skodagasse 13 der Wiener Josefstadt

Josef Škoda (auch Josef Skoda und Joseph Skoda) bzw. Joseph Ritter von Škoda (* 10. Dezember 1805 in Pilsen, Kaisertum Österreich; † 13. Juni 1881 in Wien, Österreich-Ungarn) war ein österreichischer Mediziner und internistischer Kliniker, der bedeutend für die Entwicklung heute noch wichtiger diagnostischer Methoden war. Er war als Hochschullehrer ein Repräsentant der zweiten Wiener Medizinischen Schule.

## Leben
Škoda war der zweite Sohn eines Schlossers. Ab 1825 studierte er Medizin an der Universität Wien, wie auch sein Bruder Franz. Zudem belegte er die Fächer Mathematik und Physik. 1831 wurde er in Wien von der Medizinischen Fakultät promoviert.
Škoda nutzte die Methodik der Differentialdiagnostik. Er entwickelte die physikalischen Untersuchungsmethoden der Perkussion (mit den Händen) und Auskultation (mit dem Stethoskop) weiter und erforschte deren Grundlagen und Zusammenhänge mit den pathologisch-anatomischen Verhältnissen bei Patienten.
Im Jahr 1846 wurde er Professor für Pathologie an der Medizinischen Fakultät der Universität Wien.
Mit der Gründung der Jüngeren oder Zweiten Wiener Medizinischen Schule leiteten er, sowie Karl Freiherr von Rokitansky (der führende Pathologe seiner Zeit und Škodas Lehrer auf dem Gebiet der pathologischen Anatomie) und der Dermatologe Ferdinand von Hebra einen Paradigmenwechsel ein, der die naturphilosophisch orientierte Medizin hin zur modernen, naturwissenschaftlich orientierten Medizin führte. Mit der Spezialisierung der Medizin, verbunden mit der Entwicklung neuer Disziplinen, erreichten „Wiener Mediziner“ Weltruf.
Mit Hilfe der verfeinerten Untersuchungsmethoden von Škoda veränderte sich auch das Verständnis der Krankheiten, weg von dem – in der Mitte des 19. Jahrhunderts noch vorherrschenden – ontologischen Verständnis hin zum Prozesscharakter einzelner Erkrankungen. Im Jahr 1856 wurde er zum Mitglied der Leopoldina gewählt.
Joseph Škoda war ein Onkel des Industriellen Emil von Škoda.

## Schriften
- mit Jakob Kolletschka: Uber Pericarditis in pathologisch-anatomischer und diagnostischer Hinsicht. Medicinische Jahrbücher des kaiserlich-königlichen österreichischen Staates, 1834.
- Ueber die Perkussion. Medicinische Jahrbücher des kaiserlich-königlichen österreichischen Staates, Wien, 1836, 20: 453-473. (Neue Serie, Band 9).
- Über den Herzstoss und die durch die Herzbewegungen verursachten Töne und über die Anwendung der Perkussion bei Untersuchung der Organe des Unterleibes. In: Medicinische Jahrbücher des kaiserlich-königlichen österreichischen Staates. Band 22 (= Neue Folge, Bände 13 und 14), (Wien) 1837, S. 227–266
- mit A. Dobler: Anwendung der Perkussion bei Untersuchung der Organe des Unterleibes. In: Medicinische Jahrbücher des kaiserlich-königlichen österreichischen Staates. Band 24, (Wien) 1838, S. 5–46.
- Abhandlung über Perkussion und Auskultation. Wien 1839.
- Untersuchungsmethode zur Bestimmung des Zustandes des Herzens. In: Medicinische Jahrbücher des kaiserlich-königlichen österreichischen Staates. Band 27, 1839, S. 528–559.
- Über Abdominaltyphus und dessen Behandlung mit Alumen crudum. In: Medicinische Jahrbücher des kaiserlich-königlichen österreichischen Staates. Band 15, 1838.
- Untersuchungsmethode zur Bestimmung des Zustandes des Herzens. In: Medicinische Jahrbücher des kaiserlich-königlichen österreichischen Staates. Band 18, 1939.
- mit Jakob Kolletschka: Ueber Pericarditis in pathologischer und diagnostischer Beziehung. In: Medicinische Jahrbücher des kaiserlich-königlichen österreichischen Staates. Band 28, 1839, S. 55–74, 227–272 und 397–433.
- Über Piorrys Semiotik und Diagnostik. In: Medicinische Jahrbücher des kaiserlich-königlichen österreichischen Staates. Band 18, 1839.
- Über die Diagnose der Herzklappenfehler. In: Medicinische Jahrbücher des kaiserlich-königlichen österreichischen Staates. Neue Serie, Band 21, 1840.
- Abhandlung über Perkussion und Auskultation. J. G. Ritter von Mösle Witwe & Braunmüller, Wien 1839; 6. Auflage 1864.
- mit Franz Schuh: Ueber die Pleura- und Herzbeutelergüsse. Medicinische Jahrbücher des kaiserlich-königlichen österreichischen Staates, 1842.
- Erscheinungen, aus denen sich die Verwachsung des Herzens mit dem Herzbeutel am lebenden Menschen erkennen lässt. Reprint of the Royal Academy of Sciences (mathematics-natural history class) session, November 1851.
- Fälle von Lungenbrand behandelt und geheilt durch einathmen von Terpentinöldampfen. Zeitschrift der Gesellschaft der Aerzte in Wien, 1853, 9: 445–447.
- Ueber die Funktion der Vorkammern des Herzens und über den Einfluss der Kontraktionskraft der Lunge und der Respirationsbewegungen auf die Blutzirkulation. Zeitschrift der Gesellschaft der Aerzte in Wien, 1853, 9: 193–213.

## Ehrungen
- 1848 Mitglied der Akademie der Wissenschaften in Österreich
- 1861 Ernennung zum Hofrat
- Ehrenpräsident der Gesellschaft der Ärzte in Wien
- 1881 wurde in Wien-Josefstadt (8. Bezirk) die Skodagasse nach dem Mediziner benannt.

## Schüler (Auswahl)
- Heinrich von Bamberger
- Johann von Mikulicz
- Isidor Neumann
- Leopold Oser
- Ernst L. Wagner
- Wilhelm Winternitz
- Emil Zuckerkandl